# Michael Glos
Michael Glos (nacido el 14 de diciembre de 1944 en Brünnau, Alemania) es un político alemán que ha ocupado el cargo de Ministro de Economías y Tecnologías de Alemania desde el 22 de noviembre de 2005 hasta el 10 de febrero de 2009. 
Después de la escuela secundaria, hizo un aprendizaje como molinero y se convirtió en maestro en 1967. A partir de 1968, tuvo a su cargo de sus padres en el molino de harina Prichsenstadt.